# Мартовские павшие
«Мартовские павшие» (нем. Märzgefallene) — определение, закрепившееся изначально за жертвами Мартовской революции 1848—1849 годов в Вене и Берлине. Также употребляется в отношении жертв Капповского путча 1920 года в различных городах. В 1933 году ветераны НСДАП стали с иронией называть «мартовскими павшими» новых членов партии, преимущественно чиновников и служащих, массово вступавших в НСДАП по оппортунистским мотивам после выборов в рейхстаг в марте 1933 года.
В Вене «мартовскими павшими» называют погибших в ходе демонстрации 13 марта 1848 года, положившей начало революции в Австрийской империи. 35 женщин и мужчин лишились жизни от пуль и в результате давки. Могила венских мартовских павших находится на Центральном кладбище Вены.
В Берлине «мартовскими павшими» называют погибших в боях за демократические права на баррикадах против войск прусской армии 18 и 19 марта 1848 года. Историческими исследованиями установлены имена 270 мартовских павших. В своём большинстве это были ремесленники, а также 52 рабочих, 34 посыльных, 15 человек из образованного сословия и четыре дворянина. Среди павших на мартовских баррикадах в Берлине было 11 женщин, четверо детей и 6 юношей до 18 лет. Самым младшим из мартовских павших в Берлине был 12-летний мальчик, самому старшему было 74 года, большинству революционных жертв было от 22 до 26 лет. Официальная траурная церемония состоялась 22 марта на Жандарменмаркте. Траурная процессия останавливалась на Дворцовой площади, где последние почести павшим отдавала королевская чета. Мартовских павших в Берлине похоронили на специально заложенном для них Кладбище мартовских павших, ныне в Народном парке Фридрихсхайн. Траурную церемонию в Берлине изобразил на своей картине «Почести погибшим в мартовские дни» Адольф Менцель. Литературным памятником мартовским павшим стало стихотворение поэта Фердинанда Фрейлиграта «Мёртвые живым».
Во время Капповского путча в Веймаре были расстреляны путчистами девять бастовавших рабочих, собравшихся на митинг 15 марта 1920 года. Павших в марте 1920 года в Веймаре похоронили на Веймарском историческом кладбище. 1 мая 1922 года на их могиле был установлен памятник в виде молнии работы Вальтера Гропиуса, снесённый в 1936 году национал-социалистами. Памятники жертвам Капповского путча устанавливались и в других городах: Эйзенахе, Мехтерштедте и Ордруфе.
В Третьем рейхе определение «мартовские павшие» получило другое, негероическое значение. После прихода к власти национал-социалистов в 1933 году в НСДАП был разрешён приём в партию чиновников и государственных служащих, что привело к резкому росту численности партии. Старая партийная гвардия обвиняла новых членов партии в оппортунизме и с презрением именовала их «мартовскими падшими» или «мартовскими фиалками». Сдерживая влияние новичков в партии, 19 апреля 1933 года НСДАП приостановила на четыре года приём в партию и ввела кандидатский срок в три месяца. С июня 1937 по июнь 1938 года в НСДАП вступили уже 2,1 млн человек.